# Lettera di Pietro a Giacomo il Minore

La Lettera di Pietro a Giacomo è un apocrifo del Nuovo Testamento scritto in greco verso fine II secolo o inizio III in ambiente ebionita, con attribuzione pseudoepigrafa a Pietro e rivolto a Giacomo il Minore, 'fratello' di Gesù. Si è tramandata all'interno delle cosiddette omelie pseudo-clementine.